# Carlos Reverbel
Carlos de Macedo Reverbel (Quaraí, 21 de julho de 1912 – Porto Alegre, 27 de junho de 1997) foi um jornalista, cronista e historiador brasileiro.

## Biografia
Nascido numa família de tradição saladeirista com raízes na França e nos Açores, Carlos Reverbel passou a infância em São Gabriel e foi para Porto Alegre em 1927. Iniciou na carreira jornalística em 1934, em Florianópolis. Atuou como correspondente internacional em três ocasiões diferentes. Morou no Rio de Janeiro por um tempo.
Colaborou com o jornal A Razão, de Santa Maria e trabalhou na Editora Globo, na Revista do Globo e foi um dos criadores da revista Província de São Pedro. Foi pesquisador da história e da literatura do Rio Grande do Sul e colaborador dos jornais Correio do Povo e Zero Hora.
Foi escolhido como o patrono da Feira do Livro de Porto Alegre de 1993.

## Obra literária
- Barco de papel (crônicas),  1978;
- Saudações aftosas (crônicas),  1980;
- Um capitão da Guarda Nacional (biografia de Simões Lopes Neto),  1981;
- Diário de Cecília de Assis Brasil, 1984;
- Pedras Altas – A vida no campo segundo Assis Brasil, 1984;
- Maragatos e Pica-paus, 1985;
- O gaúcho, 1986;
- Arca de Blau (memórias), 1993.